# Поттавоттами
Поттаво́ттами (англ. Pottawattamie County) — округ в США, штате Айова. На 2000 год численность населения составляла 87 807 человек. По оценке бюро переписи населения США в 2009 году население округа составляло 90 224 человек. Окружным центром является город Каунсил-Блафс.

## История
Округ Поттавоттами был сформирован в 24 февраля 1847 года.

## География
Согласно данным Бюро переписи населения США площадь округа Поттавоттами составляет 2471 км².

### Основные шоссе
- Федеральная автострада 29
- Федеральная автострада 80
- Федеральная автострада 480
- Федеральная автострада 680
- Шоссе 6
- Шоссе 59
- Шоссе 275
- Автострада 83
- Автострада 92
- Автострада 165
- Автострада 191
- Автострада 192

### Соседние округа
- Гаррисон  (север)
- Шелби  (северо-восток)
- Касс  (восток)
- Монтгомери  (юго-восток)
- Милс  (юг)
- Сарпи, Небраска  (юго-запад)
- Дуглас, Небраска  (запад)
- Вашингтон, Небраска  (северо-запад)

## Демография
По данным переписи населения 2000 года в округе проживало 87 807 жителей. Среди них 23,8 % составляли дети до 18 лет, 14,1 % люди возрастом более 65 лет. 50,9 % населения составляли женщины.
Национальный состав был следующим: 96,5 % белых, 1,2 % афроамериканцев, 0,5 % представителей коренных народов, 0,7 % азиатов, 4,5 % латиноамериканцев. 1,1 % населения являлись представителями двух или более рас.
Средний доход на душу населения в округе составлял $19275. 11,6 % населения имело доход ниже прожиточного минимума. Средний доход на домохозяйство составлял $49817.
Также 84,0 % взрослого населения имело законченное среднее образование, а 15,0 % имело высшее образование.